# Kreis Wismar-Land

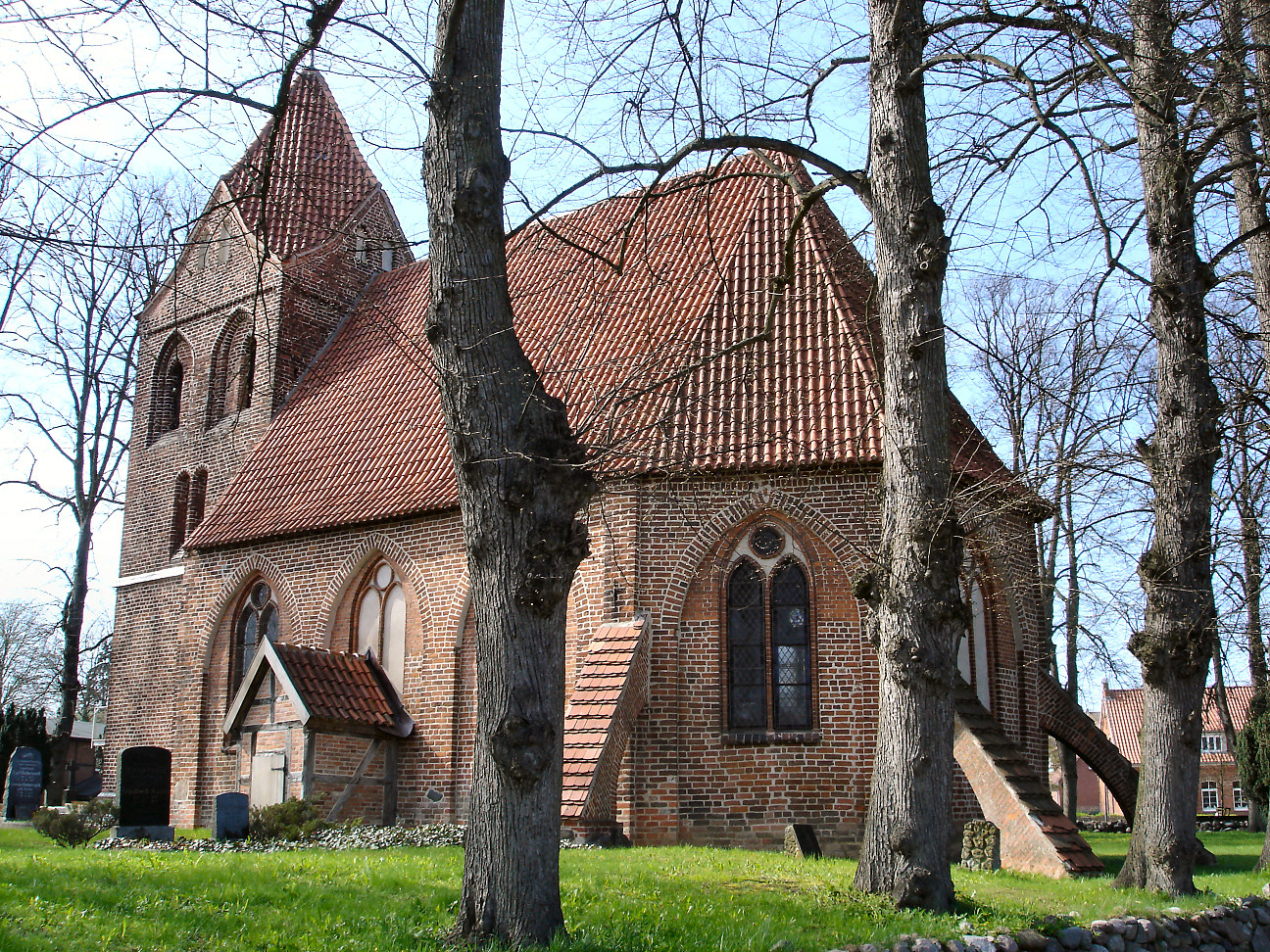
Kirche in Dorf Mecklenburg

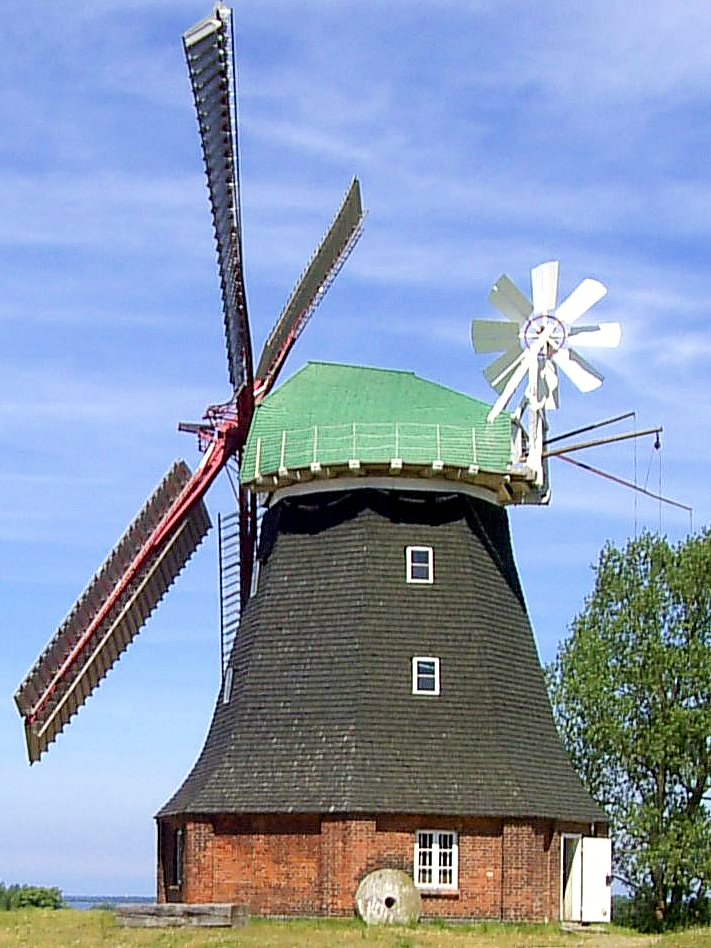
Stover Holländermühle

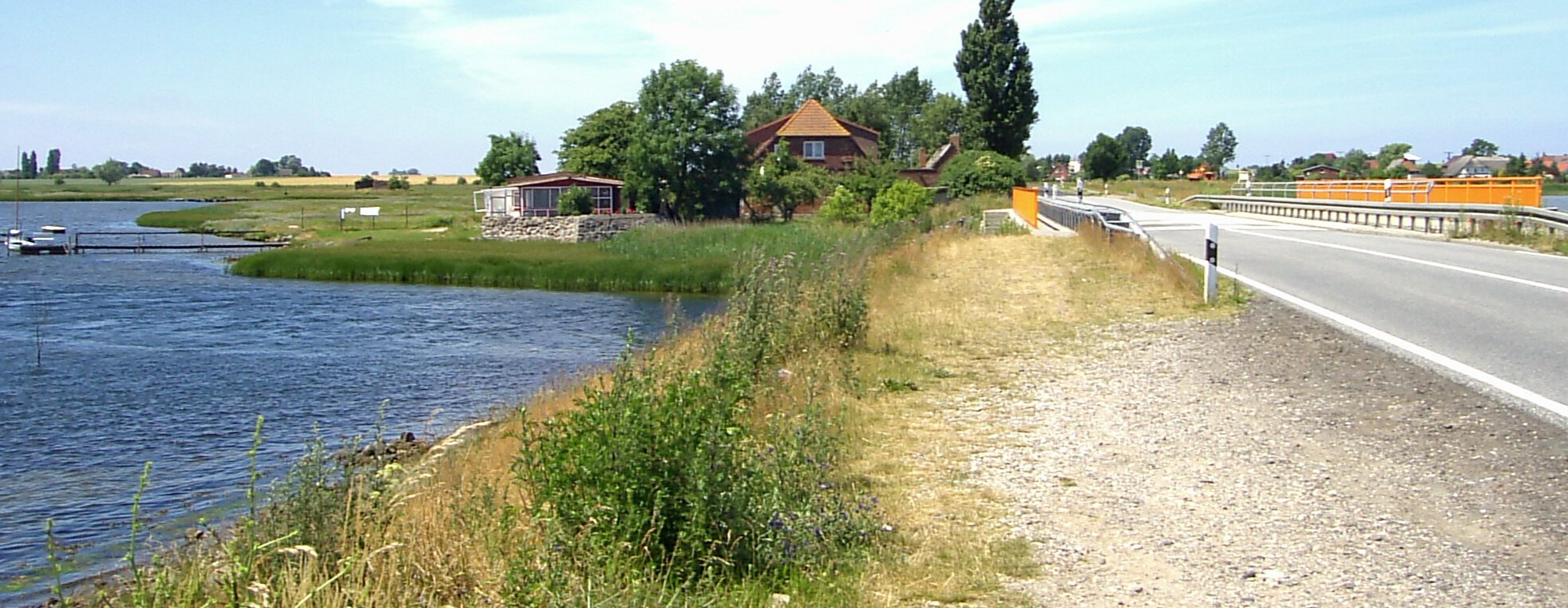
Brücke von Groß Strömkendorf auf dem Festland zur Insel Poel

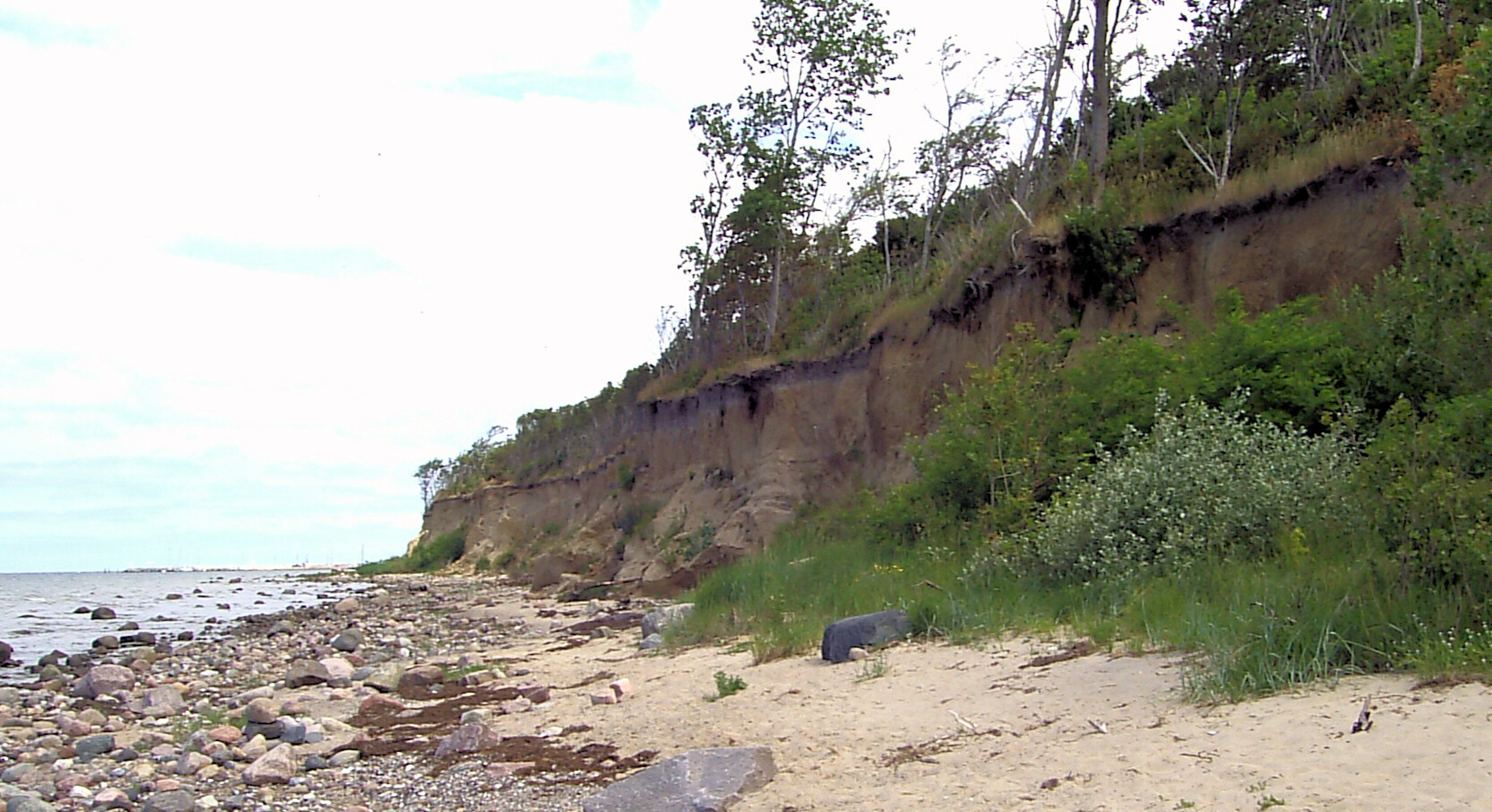
Steilküste südlich von Timmendorf

Der Kreis Wismar-Land war ein Kreis im Bezirk Rostock in der DDR. Ab dem 17. Mai 1990 bestand er als Landkreis Wismar fort. Sein Gebiet gehört heute zum Landkreis Nordwestmecklenburg in Mecklenburg-Vorpommern. Der Sitz der Kreisverwaltung befand sich in der nicht zum Kreis gehörenden Hansestadt Wismar.

## Geografie

### Lage
Die Grundmoränenlandschaft des Kreisgebietes ist eine Hinterlassenschaft der letzten Eiszeit. Durch Gletschervorstöße entstanden Endmoränenhügel, die im Fuchberg 104 m ü. NN und im Windmühlenberg 102 m ü. NN erreichen. Der Kreis Wismar umfasste den stark gegliederten Abschnitt der Wismarbucht als südlichsten Bereich der Ostsee und die 36 km² große Insel Poel. Im Süden hatte der Kreis einen Anteil am Schweriner See, in den Südosten reichte die Mecklenburgische Seenplatte hinein (Neuklostersee, Großer Wariner See). Der so genannte Wallensteingraben zwischen Ostsee und Schweriner See ist der im 17. Jahrhundert unvollendet gebliebene Versuch, die schon seit dem 15. Jahrhundert geplante Viechelnsche Fahrt als schiffbaren Kanal auszubauen.

### Fläche und Einwohnerzahl
Die Fläche des Kreises betrug 588 km². Das entsprach 8,3 % der Fläche des Bezirks Rostock.
Die Einwohnerzahl betrug im Jahr 1985 etwa 32.700. Das waren 3,6 % der Einwohner des Bezirks. Die Bevölkerungsdichte belief sich auf 56 Einwohner je km².

### Nachbarkreise
Der Kreis Wismar im Westen des Bezirkes Rostock bildete einen Kragen um den Stadtkreis Wismar und grenzte im Westen an den Kreis Grevesmühlen, im Südwesten an den Kreis Schwerin-Land, im Südosten an den Kreis Sternberg, im Osten an den Kreis Bützow und im Nordosten an den Kreis Bad Doberan.

## Geschichte
Der mecklenburgische Kreis gehörte nach der Auflösung der Länder am 25. Juli 1952 dem neu gebildeten Bezirk Rostock an. Der nordöstliche Teil des Landkreises fiel dabei an den neu entstandenen Kreis Bad Doberan, Teile des südöstlichen Kreisgebietes an den neuen Kreis Sternberg, kleinere Gebietsteile im Westen kamen aus dem Landkreis Grevesmühlen hinzu. Der Kreis (seit dem 17. Mai 1990 als Landkreis bezeichnet) kam am 3. Oktober 1990 in das neu gegründete Bundesland Mecklenburg-Vorpommern innerhalb des Beitrittsgebietes zur Bundesrepublik Deutschland. Landrat wurde Udo Drefahl. Am 12. Juni 1994 wurde der Landkreis Wismar aufgelöst und bildete zusammen mit den ebenfalls aufgelösten Landkreisen Grevesmühlen und Gadebusch sowie Teilen der ehemaligen Landkreise Schwerin und Sternberg den Landkreis Nordwestmecklenburg.

## Wirtschaft und Infrastruktur
Im Kreis war die Agrarwirtschaft (Getreide, Kartoffeln, Zuckerrüben) vorherrschend, die Verarbeitung der Produkte erfolgte in den Betrieben der Stadt Wismar. Viele Beschäftigte aus dem Kreisgebiet arbeiteten in der Hafenstadt, insbesondere in der Mathias-Thesen-Werft mit über 6.000 Mitarbeitern. Der Tourismus spielte eine große Rolle auf der Insel Poel und den Stränden an Eggers Wiek und Wohlenberger Wiek, aber auch an den Seen im Süden und Südosten des Kreises.
Der Kreis wurde von drei Fernverkehrsstraßen erschlossen: der F 105 (Rostock–Wismar–Lübeck), der F 106 (Wismar–Schwerin) und der F 192 (Wismar–Sternberg), die alle sternförmig auf Wismar zuliefen. Die Bahnlinien Wismar–Lübeck bzw. Wismar–Schwerin und die Strecke Wismar–Rostock durchquerten das Kreisgebiet, die Bahnlinie Wismar–Sternberg war von untergeordneter Bedeutung; sie ist heute stillgelegt.

## Städte und Gemeinden
Der Landkreis Wismar hatte am 3. Oktober 1990 30 Gemeinden, darunter eine Stadt:
| - Babst - Bad Kleinen - Barnekow - Beidendorf - Benz - Blowatz - Bobitz - Boiensdorf - Dorf Mecklenburg - Gägelow | - Glasin - Gramkow - Groß Krankow - Groß Stieten - Hagebök - Hohen Viecheln - Hornstorf - Insel Poel - Krassow - Krusenhagen | - Lübberstorf - Lübow - Metelsdorf - Neuburg-Steinhausen - Neukloster, Stadt - Passee - Schimm - Zierow - Zurow - Züsow |

Ehemalige Gemeinden
- Bäbelin, am 1. Juli 1961 zu Züsow
- Beckerwitz, am 1. Juli 1961 zu Gramkow
- Dalliendorf, am 1. April 1959 zu Bobitz
- Dambeck, am 1. Juli 1961 zu Bobitz
- Gallentin, am 1. Januar 1957 zu Bad Kleinen
- Gamehl, am 1. Juli 1961 zu Benz
- Gressow, am 1. Juli 1961 zu Gägelow
- Groß Stieten, am 1. Juli 1961 zu Bad Kleinen
- Groß Strömkendorf, am 1. Januar 1957 zu Blowatz
- Groß Woltersdorf, am 1. Januar 1960 zu Barnekow
- Hohenkirchen, am 1. Juli 1961 zu Gramkow (2005 neugegründet)
- Karow, am 1. Juli 1961 zu Dorf Mecklenburg
- Klein Warin, am 1. Januar 1957 zu Reinstorf
- Kletzin, am 1. Januar 1960 zu Dorf Mecklenburg
- Käselow, am 1. Juli 1961 zu Groß Krankow
- Lischow, am 1. Juli 1961 zu Hagebök
- Losten, am 1. April 1959 zu Bad Kleinen
- Lutterstorf, am 1. April 1959 zu Beidendorf
- Madsow, am 1. Juli 1961 zu Hagebök
- Nantrow, am 1. Juli 1961 zu Hagebök
- Neuburg, am 1. April 1959 zu Neuburg-Steinhausen (2002 neugegründet)
- Niendorf, am 20. Juni 1956 zu Groß Stieten
- Perniek, am 1. April 1959 zu Babst
- Rambow, am 1. Januar 1957 zu Dorf Mecklenburg
- Rastorf, am 1. Juli 1961 zu Beidendorf
- Reinstorf, am 1. Juli 1961 zu Zurow
- Robertsdorf, am 1. Januar 1957 zu Blowatz
- Steinhausen, am 1. April 1959 zu Neuburg-Steinhausen
- Stofferstorf, am 1. Januar 1957 zu Gägelow
- Teschow, am 1. Januar 1962 zu Alt Bukow, Kreis Bad Doberan
- Triwalk, am 1. April 1959 zu Lübow
- Warnkenhagen, am 1. Juli 1960 zu Glasin

## Ämter vor der Errichtung des Kreises
1828 erfolgte die Eingliederung des »Amtes Mecklenburg« in das Amt Wismar-Poel-Mecklenburg, das 1831 zum Amt Wismar-Poel-Mecklenburg-Redentin wurde. Zur weiteren Geschichte siehe die Übersicht Kreisreformen in Deutschland bis 1949.

## Kfz-Kennzeichen
Den Kraftfahrzeugen (mit Ausnahme der Motorräder) und Anhängern wurden von etwa 1974 bis Ende 1990 dreibuchstabige Unterscheidungszeichen, die mit den Buchstabenpaaren AS und AT begannen, zugewiesen. Die letzte für Motorräder genutzte Kennzeichenserie war AY 00-01 bis AY 99-99.
Anfang 1991 erhielt der Landkreis das Unterscheidungszeichen WIS. Es wurde bis zum 11. Juni 1994 ausgegeben. Aufgrund der Kennzeichenliberalisierung ist es seit dem 2. April 2013 im Landkreis Nordwestmecklenburg erhältlich.